# 舞祭組
舞祭組（ブサイク）は、日本の男性アイドルグループ・Kis-My-Ft2のメンバーのうち横尾渉・宮田俊哉・二階堂高嗣・千賀健永の4人で結成した「派生ユニット」。所属事務所はジャニーズ事務所。所属レコードレーベルはMENT RECORDING。
グループ名は、同ユニットのプロデューサーを務める中居正広が命名し、当時のジャニーズ事務所社長ジャニー喜多川が漢字の「舞祭組」を当てた。

## メンバー
ジャニーズ事務所公式サイトのプロフィールをもとに記述。
- 横尾渉（よこお わたる、1986年5月16日 - 、神奈川県出身、A型）
- 宮田俊哉（みやた としや、1988年9月14日 - 、神奈川県出身、A型）
- 二階堂高嗣（にかいどう たかし、1990年8月6日 - 、東京都出身、B型）
- 千賀健永（せんが けんと、1991年3月23日 - 、愛知県出身、AB型）

## 結成
2013年10月5日放送の『キスマイBUSAIKU!?』（フジテレビ）にゲスト出演した中居正広が、Kis-My-Ft2ではフロントメンバーの北山宏光・藤ヶ谷太輔・玉森裕太に比べて、横尾・宮田・二階堂・千賀の「後列」4人が注目されない状況であることに言及。4人だけで歌を出すことをその場で提案し、楽曲の提供も申し出た。
2013年11月11日放送の『キスマイBUSAIKU!?』（フジテレビ）で、4人の新ユニット「舞祭組」が、デビュー曲「棚からぼたもち」を12月13日に発売することを発表。同日に放送された、中居が司会を務める『Sound Room』（TBS）が舞祭組としてのテレビ番組初出演となった。中居は楽曲提供に加えて振り付け、さらにミュージック・ビデオの企画・監督も担当している。同年11月15日に行われたKis-My-Ft2の東京ドーム公演で「棚からぼたもち」をライブ初披露。12月10日には、デビュー記念イベントを大阪で開催した。

## 経歴
2013年
- 12月13日の金曜日、1stシングル『棚からぼたもち』で舞祭組が始動。

2014年
- 4月21日、音楽番組『UTAGE!』にレギュラー出演。
- 7月27日、2ndシングル『てぃーてぃーてぃーてれって てれてぃてぃてぃ 〜だれのケツ〜』を発売。
- 10月18日、メンバー全員が出演するドラマ『平成舞祭組男』が放送開始。

2015年
- 3月8日、3rdシングル『やっちゃった!!』を発売。

2017年
- 1月4日、4thシングル『道しるべ』を発売。表題曲は、初のセルフプロデュース曲でありバラード曲である。初めてオリコンチャート1位を獲得した。
- 1月5日から8日の4日間で「舞祭組お正月キャンペーン〜日本全国道しるべの旅〜」と題したハイタッチ会&公開収録を実施。
- 12月13日、初のアルバム『舞祭組の、わっ!』を発売。

2018年
- 1月10日 - 2月28日、初の単独コンサートツアー「舞祭組村のわっと! 驚く! 第1笑」を開催。
- 4月23日、2作目となるメンバー全員が出演するドラマ『○○な人の末路』が放送開始。
- 8月22日、初のLIVE DVD/Blu-ray『舞祭組村のわっと! 驚く! 第1笑』を発売。

2020年
- 2月9日 - 、メンバー全員が出演する舞台『○○な人の末路〜僕たちが選んだ××な選択〜』が公演。
- 12月10日、通販限定/完全受注生産商品として、DVD『○○な人の末路〜僕たちが選んだ××な選択〜』が発売。

## 作品
順位はオリコンの発表する週間ランキングでの最高位

### シングル
| 枚 | 発売日         | タイトル                                                   | 販売形態                  | 販売形態 | 規格品番     | 順位 | 収録アルバム                                      |
| -- | -------------- | ---------------------------------------------------------- | ------------------------- | -------- | ------------ | ---- | ------------------------------------------------- |
| 1  | 2013年12月13日 | 棚からぼたもち                                             | 初回生産限定盤A           | CD+DVD   | AVCD-48919/B | 2位  | Kis-My-Journey 舞祭組の、わっ! BEST of Kis-My-Ft2 |
| 1  | 2013年12月13日 | 棚からぼたもち                                             | 初回生産限定盤B           | CD       | AVCD-48920   | 2位  | Kis-My-Journey 舞祭組の、わっ! BEST of Kis-My-Ft2 |
| 1  | 2013年12月13日 | 棚からぼたもち                                             | 通常盤                    | CD       | AVCD-48921   | 2位  | Kis-My-Journey 舞祭組の、わっ! BEST of Kis-My-Ft2 |
| 1  | 2013年12月13日 | 棚からぼたもち                                             | キスマイSHOP盤 (横尾盤)   | CD+特典  | AVC1-48922   | 2位  | Kis-My-Journey 舞祭組の、わっ! BEST of Kis-My-Ft2 |
| 1  | 2013年12月13日 | 棚からぼたもち                                             | キスマイSHOP盤 (宮田盤)   | CD+特典  | AVC1-48923   | 2位  | Kis-My-Journey 舞祭組の、わっ! BEST of Kis-My-Ft2 |
| 1  | 2013年12月13日 | 棚からぼたもち                                             | キスマイSHOP盤 (二階堂盤) | CD+特典  | AVC1-48924   | 2位  | Kis-My-Journey 舞祭組の、わっ! BEST of Kis-My-Ft2 |
| 1  | 2013年12月13日 | 棚からぼたもち                                             | キスマイSHOP盤 (千賀盤)   | CD+特典  | AVC1-48925   | 2位  | Kis-My-Journey 舞祭組の、わっ! BEST of Kis-My-Ft2 |
| 2  | 2014年07月27日 | てぃーてぃーてぃーてれって てれてぃてぃてぃ 〜だれのケツ〜 | 初回生産限定盤A           | CD+DVD   | AVCD-83070/B | 2位  | 舞祭組の、わっ!                                   |
| 2  | 2014年07月27日 | てぃーてぃーてぃーてれって てれてぃてぃてぃ 〜だれのケツ〜 | 初回生産限定盤B           | CD       | AVCD-83071   | 2位  | 舞祭組の、わっ!                                   |
| 2  | 2014年07月27日 | てぃーてぃーてぃーてれって てれてぃてぃてぃ 〜だれのケツ〜 | 通常盤                    | CD       | AVCD-83072   | 2位  | 舞祭組の、わっ!                                   |
| 2  | 2014年07月27日 | てぃーてぃーてぃーてれって てれてぃてぃてぃ 〜だれのケツ〜 | キスマイSHOP盤 (横尾盤)   | CD+特典  | AVC1-83073   | 2位  | 舞祭組の、わっ!                                   |
| 2  | 2014年07月27日 | てぃーてぃーてぃーてれって てれてぃてぃてぃ 〜だれのケツ〜 | キスマイSHOP盤 (宮田盤)   | CD+特典  | AVC1-83074   | 2位  | 舞祭組の、わっ!                                   |
| 2  | 2014年07月27日 | てぃーてぃーてぃーてれって てれてぃてぃてぃ 〜だれのケツ〜 | キスマイSHOP盤 (二階堂盤) | CD+特典  | AVC1-83075   | 2位  | 舞祭組の、わっ!                                   |
| 2  | 2014年07月27日 | てぃーてぃーてぃーてれって てれてぃてぃてぃ 〜だれのケツ〜 | キスマイSHOP盤 (千賀盤)   | CD+特典  | AVC1-83076   | 2位  | 舞祭組の、わっ!                                   |
| 3  | 2015年03月08日 | やっちゃった!!                                             | 初回生産限定盤A           | CD+DVD   | AVCD-83228/B | 3位  | 舞祭組の、わっ!                                   |
| 3  | 2015年03月08日 | やっちゃった!!                                             | 初回生産限定盤B           | CD+DVD   | AVCD-83229   | 3位  | 舞祭組の、わっ!                                   |
| 3  | 2015年03月08日 | やっちゃった!!                                             | 通常盤                    | CD       | AVCD-83230   | 3位  | 舞祭組の、わっ!                                   |
| 3  | 2015年03月08日 | やっちゃった!!                                             | キスマイSHOP盤 (横尾盤)   | CD+特典  | AVC1-83231   | 3位  | 舞祭組の、わっ!                                   |
| 3  | 2015年03月08日 | やっちゃった!!                                             | キスマイSHOP盤 (宮田盤)   | CD+特典  | AVC1-83232   | 3位  | 舞祭組の、わっ!                                   |
| 3  | 2015年03月08日 | やっちゃった!!                                             | キスマイSHOP盤 (二階堂盤) | CD+特典  | AVC1-83233   | 3位  | 舞祭組の、わっ!                                   |
| 3  | 2015年03月08日 | やっちゃった!!                                             | キスマイSHOP盤 (千賀盤)   | CD+特典  | AVC1-83234   | 3位  | 舞祭組の、わっ!                                   |
| 4  | 2017年01月04日 | 道しるべ                                                   | 初回生産限定盤A           | CD+DVD   | AVCD-83759/B | 1位  | 舞祭組の、わっ!                                   |
| 4  | 2017年01月04日 | 道しるべ                                                   | 初回生産限定盤B           | CD+DVD   | AVCD-83760   | 1位  | 舞祭組の、わっ!                                   |
| 4  | 2017年01月04日 | 道しるべ                                                   | 通常盤                    | CD       | AVCD-83761   | 1位  | 舞祭組の、わっ!                                   |

### アルバム

#### オリジナルアルバム
| 枚 | 発売日         | タイトル        | 販売形態        | 販売形態 | 規格品番     | 順位 |
| -- | -------------- | --------------- | --------------- | -------- | ------------ | ---- |
| 1  | 2017年12月13日 | 舞祭組の、わっ! | 初回生産限定盤A | CD+DVD   | AVCD-93782/B | 1位  |
| 1  | 2017年12月13日 | 舞祭組の、わっ! | 初回生産限定盤B | CD+DVD   | AVCD-93783/B | 1位  |
| 1  | 2017年12月13日 | 舞祭組の、わっ! | 通常盤          | CD       | AVCD-93784   | 1位  |

### 映像作品
| 枚 | 発売日         | タイトル                      | 販売形態         | 販売形態 | 規格品番      | 順位 |
| -- | -------------- | ----------------------------- | ---------------- | -------- | ------------- | ---- |
| 1  | 2018年08月22日 | 舞祭組村のわっと! 驚く! 第1笑 | 初回盤           | 2DVD     | AVBD-92712〜3 | 1位  |
| 1  | 2018年08月22日 | 舞祭組村のわっと! 驚く! 第1笑 | 通常盤 (DVD)     | DVD      | AVBD-92714    | 1位  |
| 1  | 2018年08月22日 | 舞祭組村のわっと! 驚く! 第1笑 | 通常盤 (Blu-ray) | Blu-ray  | AVXD-92715    | 1位  |

## 出演

### テレビドラマ
- 平成舞祭組男（2014年10月18日 - 2015年1月4日、日本テレビ）[16]
- ○○な人の末路（2018年4月23日 - 2018年6月25日、日本テレビ）[17]

### 音楽番組
- UTAGE! [18]（2014年4月21日 - 2015年9月28日、TBS）
  - 復活特番では2020年から宮田俊哉がアシスタント代行→2代目アシスタントとして出演。
- Momm!!（2015年10月26日 - 2017年9月26日、TBS）

### CM
- アサヒ飲料 スパイラルグレープ 「登場」編・「展開」編（2014年6月 - ）[19]
- 興和 キャベシリーズ 「前と後」編（2014年12月 - ）[20]

### 舞台
- ○○な人の末路〜僕たちが選んだ××な選択〜（2020年2月9日 - 26日[注釈 3]、東京グローブ座） - 主演[22][23]